# 클라비아
클라비아 디지털 뮤지컬 인스트루먼트(Clavia Digital Musical Instruments, Clavia DMI AB)는 스웨덴의 아날로그 모델링 신디사이저 및 전자 피아노 제작 회사이다.

## 역사
1983년, Hans Nordelius와 Mikael Carlsson은 스톡홀름에 위치한 그들의 집 지하에서 세계 최초의 상업용 디지털 드럼인 ‘Digital Percussion Plate 1’을 제작하였다. 1994년에는 EPROM을 사용한 네 가지 소리를 재생할 수 있는 ‘ddrum’을 발표하였다. 같은 해에 발표된 새 드럼 시스템은 다른 전자 드럼 키트들이 고무 패드를 사용하는 것과는 달리, 보다 실제에 가까운 림샷 연주를 위하여 실제 드럼 헤드를 장착하였다. ddrum의 브랜드와 제품은 2005년 미국의 배급사인 Armadillo 에 판매되었다.
1995년에는 Nord Lead를 발표하여 가상 아날로그 신디사이저의 대중화에 신호탄을 날렸다. 1997년 출시된 Nord Lead 2는 16 개의 동시발음을 지원하는 등 많은 성능의 향상이 있었다. 2001년, 새로운 사운드 엔진과 향상된 D/A 컨버터, 그리고 폴리포닉 애프터터치로 무장한 Nord Lead 3가 발표되었다. 회전의 한계점이 없는 노브를 장착하였다는 특장점이 있으나, 비싼 가격으로 인해 2007년 단종되었다. 한편 Clavia는 Nord Lead 2의 프로세서와 D/A 컨버터, 동시발음수 등을 향상시켜 업데이트 버전인 Nord Lead 2x를 발표, 현재 수많은 뮤지션들에 의해 사용되고 있다.
1997년 아날로그 모듈라 신디사이저 Nord Modular를 발표하였다. 이는 2004년 Nord Lead 3에서 선보인 새로운 노브를 장착한 Nord Modular G2로 업그레이드 되었다.
2011년, Clavia는 해먼드 오르간이나 일렉트릭 키보드, 클라비넷과 같은 고전 전자 키보드를 모방한 Nord Electro를 발표하였다. Nord Electro는 피아노에 대해서는 샘플링 방식을 기반으로 하였으나 오르간에 대해서는 디지털 시뮬레이션(“digital simulation”)이라고 불리는 신디사이징 기술을 채택하여 많은 사랑을 받았다. 최신 버전인 Electro 3에서는 Hammond B3, Farfisa, Vox Organ 등의 유명 오르간과 Rhodes Stage 73, Wurlitzer Electric Piano, Hohner Clavinet 등의 일렉트릭 키보드, 그리고 어쿠스틱 그랜드 피아노 샘플이 포함되어 있다.

## 제품
- Nord Lead 2x - 가상 아날로그 신디사이저
- Nord Rack 2x - 가상 아날로그 미디 모듈
- Nord Electro 3 - 가상 전자 키보드
- Nord Piano 2 - 스테이지 피아노
- Nord Stage 2 - 스테이지 키보드
- Nord C2 - 가상 콤보 오르간
- Nord Pedal Keys 27 - 미디 오르간 페달보드
- Nord Wave - 퍼포먼스 신디사이저
- Nord Drum - 가상 아날로그 드럼 신디사이저